# 厂街彝族乡
厂街彝族乡是中华人民共和国云南省大理白族自治州永平县下辖的一个民族乡。

## 行政区划
厂街彝族乡下辖以下村级行政区划单位：
杨柳树村、岩北村、七昌村、岔路村、炉塘村、老鹰坡村、三村、界面村、瓦金村、瓦畔村和义路村。